# Patricia Wentworth
Patricia Wentworth, pseudonimo di Dora Amy Elles (Mussoorie, 10 novembre 1878 – 28 gennaio 1961), è stata una scrittrice di gialli britannica.

## Biografia
Nacque a Mussoorie, nello stato dell'Uttarakhand dell'India, allora facente parte del Raj Britannico. Ricevette sia un'educazione privata, sia una accademica presso la Blackheath High School di Londra. Dopo la morte del suo primo marito, George F. Dillon, nel 1906, si stabilì a Camberley, nel Surrey, Regno Unito. Sposò George Oliver Turnbull nel 1920 dal quale ebbe una figlia.
Scrisse una serie di 32 racconti gialli (del tipo deduttivo classico) incentrati sulla figura di Miss Maud Silver. Il primo fu pubblicato nel 1928, l'ultimo nell'anno della sua morte. Miss Silver è a volte confrontata con Jane Marple, l'anziana detective creata da Agatha Christie. Miss Silver è una istitutrice in pensione che svolge l'attività di investigatrice privata. Lavora a stretto contatto con Scotland Yard, in special modo con l'ispettore Frank Abbott. Si diletta nel citare spesso il poeta Alfred Tennyson.
Wentworth, al di fuori della serie di Miss Silver, ha scritto altri 34 libri.

## Opere

### Romanzi diMiss Silver
- Maschera grigia (Grey Mask, 1928), traduzione di Mauro Boncompagni, I Classici del Giallo Mondadori n.1438, novembre 2020.
- Il caso è chiuso (The Case Is Closed, 1937), traduzione di Mauro Boncompagni, Il Giallo Mondadori n.2950, aprile 2008.
- Nido di serpenti (Lonesome Road, 1939), collana I Classici del Giallo Mondadori n.1495, traduzione di Mauro Boncompagni, Milano, Mondadori, agosto 2025.
- Danger Point (USA: In the Balance), 1941
- Lo scialle cinese (The Chinese Shawl, 1943), traduzione di Marilena Caselli, I Classici del Giallo Mondadori n.1009, maggio 2004.
- Quando il passato uccide (Miss Silver Intervenes; USA: Miss Silver Deals with Death, 1943), traduzione di Ombretta Giumelli, Il Giallo Mondadori n.1926, dicembre 1985.
- I dodici colpi dell'orologio (The Clock Strikes Twelve, 1944), traduzione di Marilena Caselli, I Classici del Giallo Mondadori n.1034, novembre 2004.
- La chiave in tasca (The Key, 1944), traduzione di Marilena Caselli, I Classici del Giallo Mondadori n.1073, agosto 2005.
- Ritorno dal buio (The Traveller Returns; USA: She Came Back, 1945), traduzione di Marilena Caselli, I Gialli Mondadori n.2998, febbraio 2010.
- Miss Silver e il caso Pilgrim (Pilgrim's Rest; o: Dark Threat, 1946), traduzione di Oriella Bobba, I Classici del Giallo Mondadori n.637, giugno 1991.
- Latter End, 1947
- Spotlight (USA: Wicked Uncle), 1947
- Chi è William Smith? (The Case of William Smith, 1948), Il Giallo Mondadori n.1886, marzo 1985. - I Classici del Giallo Mondadori n.861, gennaio 2000.
- Eternity Ring, 1948
- The Catherine Wheel, 1949
- La morte prende il tè (Miss Silver Comes to Stay, 1949), I Classici del Giallo Mondadori n.938, gennaio 2003.
- The Brading Collection (o: Mr Brading's Collection), 1950
  -  La coda del diavolo, traduzione di Luciana Robecchi, ("I Libri Gialli") Il Giallo Mondadori n.347, settembre 1955.
  -  La Collezione, traduzione di Cecilia Barella, I Classici del Giallo Mondadori n.770, luglio 1996. - in Tre misteri per le signorine omicidi, Gli Speciali del Giallo Mondadori n.81, marzo 2017.
- Il pugnale d'avorio (The Ivory Dagger, 1951), traduzione di Adriana Pellegrini, I  Gialli Mondadori, a puntate, 1954.
- Through the Wall, 1950
- Anna, Where Are You? (o: Death At Deep End), 1951
- The Watersplash, 1951
- Ladies' Bane, 1952
- Out of the Past, 1953
- The Silent Pool, 1954
- Il punto cieco (Vanishing Point, 1953), traduzione di Cecilia Barelli, I Classici del Giallo Mondadori n.817, maggio 1998.
- The Benevent Treasure, 1953
- The Gazebo (o: The Summerhouse), 1955
- La voce del silenzio (The Listening Eye, 1955), traduzione di Marilena Caselli, I Classici del Giallo Mondadori n.973, settembre 2003.
- Lettere al cianuro (Poison in the Pen, 1955), traduzione di Paola Forti, Il Giallo Mondadori n.1567, febbraio 1979.
- Appuntamento con la morte (The Fingerprint, 1956), traduzione di Michela Mirandola, Il Giallo Mondadori, luglio 1978.
- The Alington Inheritance, 1958
- The Girl in the Cellar, 1961

### Serie diFrank Garrett
- Dead or Alive, 1936
- Rolling Stone, 1940

### Serie diErnest Lamb
- The Blind Side, 1939
- Who Pays the Piper? (USA: Account Rendered), 1940
- Pursuit of a Parcel, 1942

### Benbow Smith
- Fool Errant, 1929
- Danger Calling, 1931
- Walk with Care, 1933
- Down Under, 1937

### Romanzi autonomi
- A Marriage under the Terror, 1910
  -  Nozze sotto il terrore, traduzione di Mario Malatesta, Collana Romantica mondiale n.218, Milano, Sonzogno, 1941.
- A Child's Rhyme Book, 1910
- A Little More Than Kin (o: More Than Kin), 1911
- The Devil's Wind, 1912
- The Fire Within, 1913
- Simon Heriot, 1914
- Queen Anne Is Dead, 1915
- Earl or Chieftain?, 1919
- The Astonishing Adventure of Jane Smith, 1923. Serializzato sul Baltimore Evening Sun, 1925
- The Red Lacquer Case, 1924
- The Annam Jewel, 1924
- The Black Cabinet, 1925
- The Dower House Mystery, 1925
- The Amazing Chance, 1926
  -  Lo smemorato di Colonia, traduzione di Giuseppina Taddei, I Libri Gialli Mondadori n.10, 1930. - I Classici del Giallo Mondadori n.199, settembre 1974.
  -  Lo smemorato di Colonia, Il Giallo Economico Classico n.117, Roma, Newton, 1996.
- Hue and Cry, 1927
- Anne Belinda, 1927
- Will-o'-the-Wisp, 1928
- Beggar's Choice, 1930
- The Coldstone, 1930
- Kingdom Lost, 1931
- Nothing Venture, 1932
- Red Danger (USA: Red Shadow), 1932
- Seven Green Stones (USA: Outrageous Fortune'), 1933
- Devil-in-the-Dark (USA: Touch And Go), 1934
- Fear by Night, 1934
- Red Stefan, 1935
- Blindfold, 1935
- Hole and Corner, 1936
- Mr Zero, 1938
- Run!, 1938
- Unlawful Occasions (USA: Weekend with Death), 1941
- Beneath the Hunter's Moon, 1945
- Silence in Court, 1947
- The Pool of Dreams: Poems, 1953